# Potaro–Siparúni
Potaro–Siparuni (Região 8) é uma região da Guiana Essequiba. Ela faz fronteira com a região de Cuyuni–Mazaruni ao norte, com as regiões de Alto Demerara–Berbice e Berbice Oriental–Corentine a leste, com a região de Alto Tacutu–Alto Essequibo ao sul e com o Brasil a oeste.
As principais cidades da região são: Kangaruma, Orunduik, Potaro Landing, Mádia, Saveretik e Tumatumari.